# Félicien Kempeneers
Felicianus Carolus „Félicien” Kempeneers (ur. 6 lipca 1890 w Antwerpii, zm. 4 grudnia 1968 w Borgerhout) – belgijski gimnastyk, medalista olimpijski.
W 1920 r. reprezentował barwy Belgii na letnich igrzyskach olimpijskich w Antwerpii, zdobywając srebrny medal w wieloboju drużynowym. Startował również w wieloboju indywidualnym, zajmując 4. miejsce.